# HMS Inverlyon

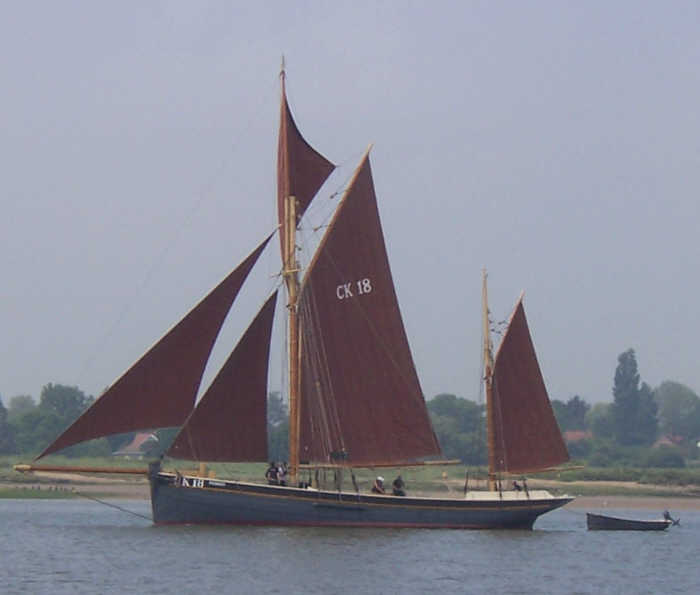
Kuter żaglowy podobnego typu do „Inverlyona”

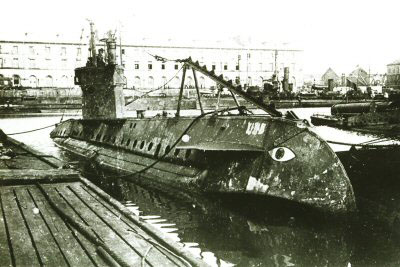
UB-5 bliźniaczy do UB-4

HMS „Inverlyon”, His Majesty’s Armed Smack „Inverlyon” – brytyjski uzbrojony kuter rybacki, statek-pułapka (Q-ship) z okresu I wojny światowej.

## Historia
Na początku I wojny światowej niemieckie okręty podwodne (U-Booty) typu UB I stanowiły poważne zagrożenie dla brytyjskiej żeglugi przybrzeżnej oraz kutrów rybackich. Choć były niewielkie, uzbrojone tylko w dwie torpedy i jeden karabin maszynowy, to stanowiły poważne zagrożenie dla małych, nieuzbrojonych statków brytyjskich. Admiralicja brytyjska opracowała wówczas koncepcję „statków-pułapek”, które miały wciągać w zasadzkę i niszczyć niemieckie okręty podwodne.
Jednym ze statków tego typu był kuter żaglowy o ożaglowaniu skośnym (ang. smack) „Inverlyon”, który został uzbrojony w ukryte pojedyncze działo 3-funtowe (47 mm) i karabiny. Załogę „Inverlyona” stanowiło trzech rybaków i szyper (czasowo na służbie ochotniczej rezerwy Royal Navy), czterech marynarzy (z HMS „Dryad”) obsługujących działo, a okręt był dowodzony przez podporucznika Royal Navy (sub-lieutenant) Ernesta Martina Jehana.

## Zasadzka na U-Boota
15 sierpnia 1915 roku „Inverlyon” patrolował wody w pobliżu Great Yarmouth, rybacy znajdujący się na statku zarzucili nawet sieci, aby maksymalnie upodobnić Q-ship do zwykłego kutra rybackiego. Około godziny 20:20 niemiecki okręt podwodny SM UB-4 zauważył pozornie bezbronny i nieuzbrojony kuter i zbliżył się do niego, płynąc na powierzchni. Tak mały cel jak kuter rybacki nie był wart poświęcenia torpedy – z punktu widzenia dowódcy niemieckiego okrętu – więc planował on siłą wejść na pokład brytyjskiego statku i zatopić go przy użyciu małego ładunku wybuchowego lub podpalając go.
UB-4 zbliżył się do „Inverlyona” na około 30 metrów, w tym czasie rybacy leżeli na pokładzie, udając brak zainteresowania niemieckim okrętem, trzech marynarzy celowało ukrytym działem w okręt niemiecki, a dwóch pozostałych marynarzy uzbrojonych w karabiny schowało się za nadburciem. Dowódca niemieckiego okrętu Karl Gross nakazał brytyjskiemu trawlerowi opuszczenie żagla i zatrzymanie, co natychmiast wykonali trzej rybacy i okręt niemiecki zbliżył się jeszcze bardziej do brytyjskiego statku i zastopował. W tym momencie podporucznik Jehan wydał rozkaz podniesienia bandery Royal Navy i rozkazał otwarcie ognia do okrętu niemieckiego, sam strzelając do U-Boota z trzymanego w ręku rewolweru.
Niemiecki okręt został trafiony trzema celnymi pociskami z 3-funtowego działa, ogień otworzyli także ukryci do tej pory marynarze uzbrojeni w karabiny, a Jehan wystrzelił w kierunku niemieckiego okrętu po kolei z czterech rewolwerów. Działo oddało jeszcze sześć strzałów zanim stało się oczywiste, że okręt niemiecki już tonie i Jehan wydał rozkaz wstrzymania ognia. U-Boot zaczął tonąć z silnym przegłębieniem na rufę, na powierzchnię wypłynęły trzy ciała niemieckich marynarzy. Jeden z nich okazał się być żywym i zaczął wołać o pomoc. Nie zważając na niebezpieczeństwo wciągnięcia pod wodę przez tonący okręt, szyper Phillips wskoczył do morza, aby go ratować, niemiecki marynarz utonął jednak, a sam Phillips został w ostatniej chwili wciągnięty przez swoją załogę na pokład.
Tonący UB-4 wpadł w sieci „Inverlyona”, praktycznie zakotwiczając w miejscu brytyjski statek, inny przepływający w pobliżu trawler został wysłany z wiadomością o zajściach do portu, a następnego dnia świtem z pokładu „Inverlyona” wypuszczono dwa gołębie z wiadomościami opisującymi zdarzenie. Ostatecznie nakazano „Inverlyonowi” odciąć sieci, a UB-4 zatonął i osiadł na dnie morza.
Po powrocie do portu cywilna załoga „Inverlyona” otrzymała nagrodę pieniężną (cash gratuity) za udaną akcję, dodatkowo wszyscy obecni na pokładzie otrzymali premię (bounty money), a podporucznik Jehan został nagrodzony odznaczeniem Distinguished Service Cross.
We wrześniu 1915 roku „Inverlyon” został zaatakowany przez kolejny okręt podwodny (UB-2 lub UB-16), ale starcie zakończyło się bez strat po żadnej ze stron. W 1916 roku kuter powrócił do cywilnej służby rybackiej. 1 lutego 1917 roku „Inverlyon” już pod innym dowództwem został zatopiony z działa przez okręt podwodny U-55 u północnych wybrzeży Kornwalii.